# Steven Van Zandt

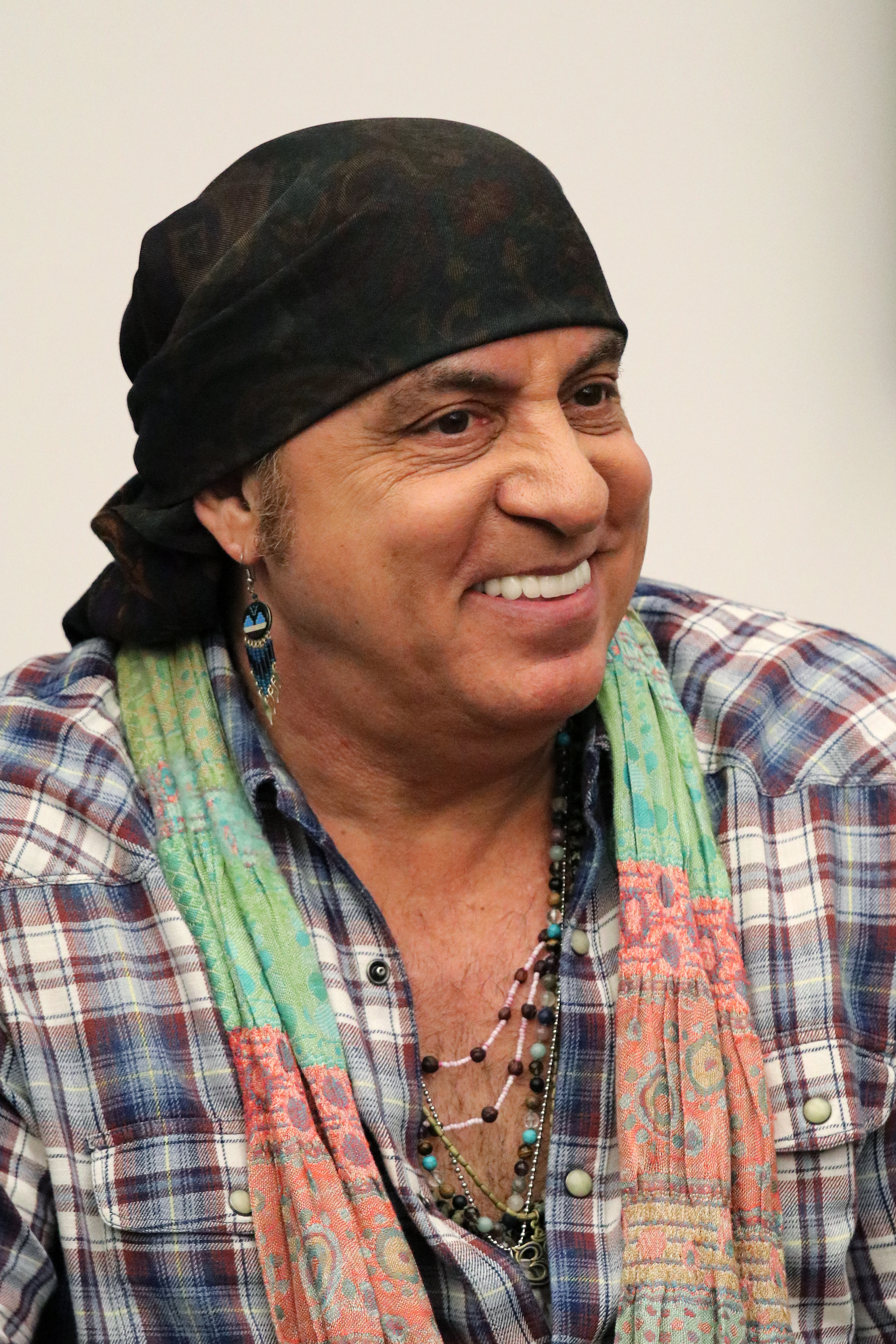
Steven Van Zandt in 2018

Steven Van Zandt, geboren als Steven Lento (Winthrop, Massachusetts, 22 november 1950) is een Amerikaans musicus, acteur en radiodiskjockey. Van Zandt treedt ook op onder de namen Little Steven of Miami Steve en werkt als songwriter, arrangeur en producent. Zo produceerde hij onder andere het in 1992 verschenen album 'Better Days' voor Southside Johnny & the Asbury Jukes.

## Biografie
Van Zandts moeder, Mary Lento, hertrouwde toen hij jong was en Steven nam de achternaam van zijn stiefvader, William Van Zandt, aan. De familie Van Zandt verhuisde naar Middletown Township, New Jersey toen hij zeven was. Hij is bekend als gitarist bij Bruce Springsteens E Street Band waar hij ook mandoline speelt en als acteur in de televisieseries The Sopranos en Lilyhammer.
Hij verliet de E Street Band in 1984 (Springsteens liedje Bobby Jean beschrijft deze split ten dele) en was sindsdien partij in ontelbare muzikale soloprojecten en samenwerkingsverbanden van soul tot hardrock, soms als frontman zoals bij The Disciples of Soul.
Politiek actief als hij is, stichtte hij in 1985 de muziekindustrieactiegroep Artists United Against Apartheid in reactie op het Sun Cityresort in Zuid-Afrika. 49 topartiesten onder wie Springsteen, Bono, Bob Dylan, Peter Gabriel, Ringo Starr, Joey Ramone en Run DMC werkten mee aan het lied "Sun City" waarin ze stelden dat ze in dit resort nooit zouden optreden.
Van Zandt keerde naar de E Street Band terug toen ze herschikt werd (even in 1995, permanent in 1999) om er tot op vandaag te blijven.
In 1999 nam hij een van de hoofdrollen in The Sopranos voor zijn rekening als maffieuze stripclubbaas Silvio Dante. In het tweede seizoen kwam hij minder voor ten gevolge van een drukker schema bij de E Street Band.
Sinds 2002 leidt hij het radioprogramma Little Steven's Underground Garage, toegespitst op garage rock en gelijkaardige rocksubgenres. Het programma was iedere vrijdag van 22.00 uur tot middernacht te horen op Kink FM.
Van Zandt houdt een bepaalde look aan door het dragen van zigeunerkleding en een bandana op het podium terwijl hij in The Sopranos een opvallende pruik draagt, beide om permanent haarverlies veroorzaakt door een auto-ongeval te verbergen.
Van Zandt is een groot bewonderaar van Dean Martin. Hij zei over Martin: "He was the coolest dude I'd ever seen, period."
Van 2012 tot en met 2014 speelde Van Zandt de hoofdrol in de Noorse tv-serie Lilyhammer als Amerikaanse maffioso Frank Tagliano. De serie werd in 2012 als eerste Netflix Original Series uitgebracht en was toen niet heel succesvol. Ter markering van het tienjarig jubileum werd de serie in 2022 opnieuw uitgebracht en scoorde toen door de populariteit van Van Zandt als goedaardige maffioso die zich in Lillehammer vestigt, goed.
In 2017 maakte Van Zandt bekend een nieuw soloalbum uit te brengen, bestaande uit nummers die hij schreef voor andere artiesten en covers. In de zomer van dat jaar tourt hij door Europa met zijn band The Disciples Of Soul, waarbij hij ook in het Koninklijk Theater Carré in Amsterdam optreedt, en in De Roma in Antwerpen.
In 2019 had hij een rolletje in de film The Irishman.

## Discografie
- 1982 - Men Without Women
- 1984 - Voice of America
- 1987 - Freedom - No Compromise met single Bitter Fruit
- 1989 - Revolution
- 1999 - Born Again Savage
- 1999  - Greatest Hits
- 2017 - Soulfire
- 2019 - Summer of sorcery

### NPO Radio 2 Top 2000
Van Steven Van Zandt stond alleen Bitter Fruit in 2000 in de NPO Radio 2 Top 2000, op plek 1921.